# Coizard-Joches
Coizard-Joches é uma comuna francesa na região administrativa do Grande Leste, no departamento de Marne. Estende-se por uma área de 10.78 km², e possui 73 habitantes, segundo o censo de 2018, com uma densidade de 6.8 hab/km².